# Бідайицький сільський округ (Уаліхановський район)
Бідайи́цький сільський округ (каз. Бидайық ауылдық округі, рос. Бидайыкский сельский округ) — адміністративна одиниця у складі Уаліхановського району Північноказахстанської області Казахстану. Адміністративний центр — село Бідайик.
Населення — 1437 осіб (2021; 2079 у 2009, 2654 у 1999, 3330 у 1989).
Станом на 1989 рік існували Бідайикська сільська рада (село Бідайикське) та Ундіріська сільська рада (села Жумисши, Ундіріс), село Джамбул перебувало у складі Амангельдинської сільської ради. Село Жумисши було ліквідовано 2024 року.

## Склад
До складу округу входять такі населені пункти:
| Населений пункт | Старі назви | Населення, осіб (1989) | Населення, осіб (1999) | Населення, осіб (2009) | Населення, осіб (2021) |
| --------------- | ----------- | ---------------------- | ---------------------- | ---------------------- | ---------------------- |
| Бідайик, село   | Бідайикське | 1848                   | 1277                   | 1216                   | 850                    |
| Жамбил, село    | Джамбул     | 395                    | 374                    | 279                    | 255                    |
| Жумисши, село   | -           | 223                    | 215                    | 112                    | 7                      |
| Ондіріс, село   | Ундіріс     | 864                    | 788                    | 472                    | 325                    |